# 마리의 아틀리에: 잘부르그의 연금술사
《마리의 아틀리에: 잘부르그의 연금술사》는 거스트가 제작한 1997년 롤플레잉 비디오 게임이다. 《아틀리에》 시리즈의 첫 번째 게임으로 플레이스테이션로 개발돼 일본서 1997년 5월 23일 출시됐다.
주인공은 판타지 세계의 도시 잘부르그에 위치한 마술학교 학생 마리이다. 만년 열등생인 마리가 졸업시험을 마치기 위해 제한 시간 내에 무언가 굉장한 물건을 만들어내야 한다는 선생님의 경고로 아틀리에를 맡은 내용을 담았다. 플레이어는 마리를 도와 아틀리에 경영을 위한 재료를 수집할 수 있으며, 그 외 잘부르그에 방문에 여러 등장인물들과 교류할 수 있는 등의 다양한 장르의 게임플레이 요소들을 도입했다.
플레이스테이션판 발매 후 1997년 12월 게임 내 시간제 등 추가 컨텐츠를 도입한 세가 새턴 이식판이 발매됐으며, 1998년에 이를 기반으로 한 플레이스테이션으로 완전판 《마리의 아틀리에 플러스: 잘부르그의 연금술사》가 발매됐다. 2000년에는 마이크로소프트 윈도우 이식판이 발매됐으며 해당 판은 대한민국에 발매됐다. 2001년 드림캐스트과 2005년 플레이스테이션 2로 발매된 시리즈 합본에 수록됐다. 2018년에 안드로이드 및 iOS로 모바일 이식판이 발매됐다.
2023년, 3D 그래픽으로 무장하고 편의 기능을 추가한 리메이크 《마리의 아틀리에 리메이크: 잘부르그의 연금술사》가 플레이스테이션 4, 플레이스테이션 5, 닌텐도 스위치 및 윈도우 플랫폼으로 발매됐다.

## 개발 및 출시
《마리의 아틀리에》는 거스트의 개발자 요시이케 신이치가 기획했다. 그가 재료를 수집하고 물건을 제작하는 것을 좋아해 이를 목표로 삼는 게임을 만들고자 개발하게 됐으며 그가 대학교 재학시절 연금술에 대해 배운 지식에서 게임 기획을 착안했다.

## 참조

### 주해
1. ↑  일본어: リーのアトリエ ～ザールブルグの錬金術士～
2. ↑  일본어: マリーのアトリエPlus 〜ザールブルグの錬金術士〜
3. ↑  일본어: マリーのアトリエ Remake 〜ザールブルグの錬金術士〜, 영어: Atelier Marie Remake: The Alchemist of Salburg